# São João da Mata (ort)
São João da Mata är en ort i Brasilien.   Den ligger i kommunen São João da Mata och delstaten Minas Gerais, i den sydöstra delen av landet, 700 km söder om huvudstaden Brasília. São João da Mata ligger 889 meter över havet och antalet invånare är 2 732.
Terrängen runt São João da Mata är kuperad åt sydväst, men åt nordost är den platt. Runt São João da Mata är det ganska glesbefolkat, med 21 invånare per kvadratkilometer.. Närmaste större samhälle är Turvolândia, 15,8 km öster om São João da Mata.
Omgivningarna runt São João da Mata är huvudsakligen savann.